# العلاقات الكرواتية المصرية
العلاقات المصرية الكرواتية، هي العلاقات الخارجية الثنائية بين جمهورية مصر العربية وكرواتيا. بدأت هذه العلاقة رسمياً عندما اعترفت مصر بكرواتيا المستقلة حديثاً عن يوغوسلافيا في 16 أبريل 1992، وأقامت الدولتان العلاقات الدبلوماسية في 1 أكتوبر 1992. كرواتيا لديها سفارة في القاهرة وقنصلية فخرية في الإسكندرية. والسفارة الكرواتية في القاهرة أيضاً تعد رسمياً سفارة ومركز للعلاقات مع بلدان أخرى غير مصر، وهي: البحرين وإثيوبيا واليمن والأردن وقطر والكويت ولبنان وعُمان والمملكة العربية السعودية وسوريا والسودان والإمارات العربية المتحدة، وأحياناً لتمثيلها مع بلدان: جيبوتي وإريتريا والعراق. مصر لديها سفارة في العاصمة الكرواتية زغرب. وكلا البلدين أعضاء في الاتحاد من أجل المتوسط.